# Angelo Mottola
Angelo Mottola (Aversa, 10 de enero de 1935 – Roma, 8 de octubre de 2014) fue un arzobispo católico y diplomático italiano.

## Biografía
Nacido en Aversa, Mottola fue ordenado saceddote el 2 de abril de 1960. Antes de unirse al servicio diplomático de la Santa Sede, estuvo en la jefatura del Congregación para la Evangelización de los Pueblos. Mottola fue nombrado titular del arzobispado de Cercina y nuncio apostólico en Irán el 16 de julio de 1999. Fue ordenado obsipo el 21 de septiembre de 1999. 
El 25 de enero de 2007, Mottola fue nombrado nuncio apostólico en Montenegro, el primero en ocupar ese cargo, que ostentó hasta el 10 de enero de 2010.